# Metroeconomica
Metroeconomica (Metroec) — специализированный международный экономический журнал. Главные редакторы издания: Х. Курц (Австрия) и Н. Сальвадори (Италия).
Публикации в журнале адресуются профессиональным экономистам и студентам, заинтересованных в изучении экономических процессов в реальном времени, методологических инноваций, роли социальных институтов, в использовании широкого спектра теоретических подходов к реальной экономике.
Журнал основан в 1948 г. Периодичность выхода: 4 номера в год.